# Виноробство в Аргентині
Виноробство в Аргентині — галузь промисловості, традиційно поширена в аргентинських провінціях Мендоса і Сан-Хуан.
На 2016 рік Аргентина є найбільшим виробником вина у Латинській Америці і п'ятим у світі. За обсягами експорту вина Аргентина є дев'ятою у світі.
Згідно з рішенням аргентинського парламенту від 3 липня 2013 року, вино є національним напоєм Аргентини.

## Історія
Історія виноградарства в Аргентині розпочинається 1536 року, коли пресвітер Хуан Седрон висадив у провінції Сантьяго-дель-Естеро перші виноградні лози сортів мускат і паїс іспанського походження, привезені з Чилі. Отримане вино використовувалося для причастя. Півстоліття по тому францисканці привезли з Канарських островів до провінції Сальта сорт винограду мальвазія. Також ними вирощувалися лози vitis rupestris і vitis labrusca. Наприкінці XVI ст. католицькі релігійні ордени розпочинають культивацію винограду в регіоні Ріо-де-ла-Плати.
Одночасно з цим християнські місіонери і колоністи починають будівництво системи зрошувальних каналів, яка була необхідна для розвитку сільського господарства у посушливих регіонах Аргентини.
Майже в усіх аргентинських містах того часу намагалися створити свої виноградники, але не всюди це вдавалося через кліматичні умови. Один з перших великих виноградників було засновано у провінції Кордова поблизу єзуїтських місій Альта-Грасія і Хесус-Марія. Він разом з болівійськими виноградниками Тарихи став одним з найбільших у віце-королівстві Ріо-де-Ла-Плата.
Наприкінці XVIII ст. після іспано-португальских воєн територія, де знаходилися колонії Португалії, відійшла під владу Іспанії, а населення було депортоване до провінції Мендоса. Згідно з розповідями мандрівника Тадеаша Хенке, серед депортованих було багато виноробів, які почали вирощувати виноград у цій провінції, а згодом у Сан-Хуані і всьому регіоні Куйо.

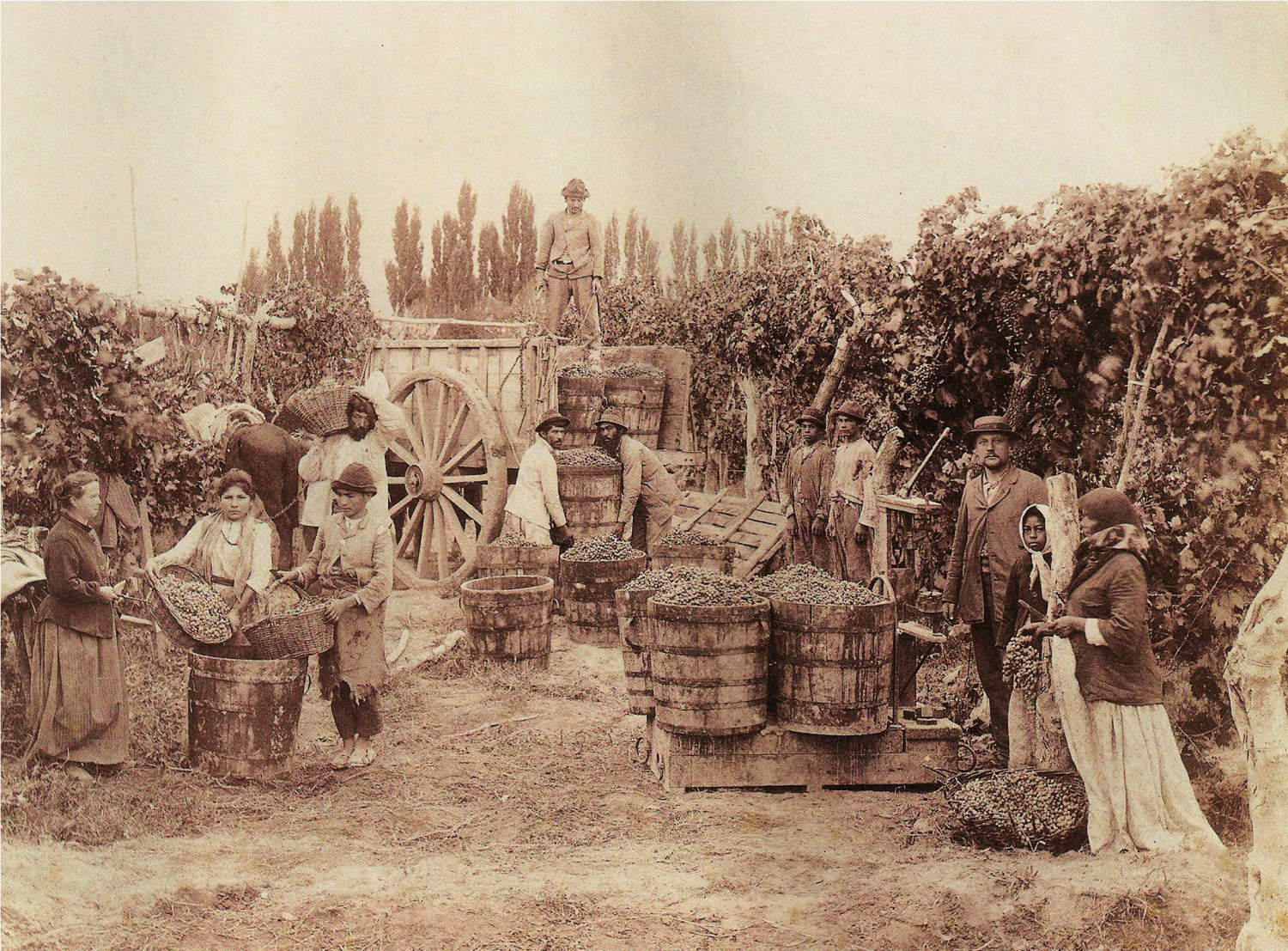
Збір винограду у Мендосі (близько 1890)

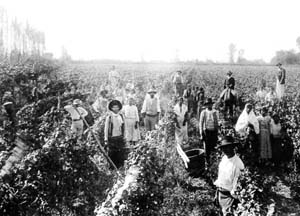
Збір винограду у Сан-Хуані (близько 1890)

У середині XIX ст. в Аргентину потрапив найпопулярніший нині у країні сорт мальбек. Домінго Фаустіно Сарм'єнто, перебуваючи у Чилі, відвідав Нормальну сільськогосподарську школу (ісп. Quinta Normal de Agricultura) у Сантьяго, де на той час вирощувалося і досліджувалося близько 70 сортів винограду, і вирішив створити аналогічну у себе на батьківщині. Його ініціативу підтримав губернатор провінції Мендоса і 1853 року до парламенту провінції було подано законопроєкт про створення Мендоської нормальної школи (ісп. Quinta Normal de Mendoza). Її директором став французький агроном Мішель Еме Пуже (фр. Michel Aimé Pouget), якому було доручено визначити сорти винограду, які найкраще підходять для Аргентини. Він завіз до Аргентини з Чилі декілька сортів французького винограду, які він вважав підходящими для вирощування у долинах з помірним кліматом у передгір'ях Анд. Серед них були мерло, каберне та мальбек.
Перший поштовх до розвитку виноробства в Аргентині дав закон 1835 року, який обкладав усі іноземні товари митом у розмірі 35 %-50 %.
До 1870-х років виробництво вина в Аргентині було цілком кустарним. Для його виробництва не використовувалися промислові технології чи новітні наукові розробки, воно здебільшого було низької якості і швидко псувалося. Часто винороби додавали у вино воду чи інші речовини, щоб приховати його поганий смак. Більша частина аргентинського вина не йшла на експорт, а споживалася на внутрішньому ринку. Лише у другій половині XIX ст. завдяки припливу мігрантів з Італії, Іспанії і Франції виноробство вийшло на новий рівень. Цьому також посприяло зростання внутрішнього попиту на вино та будівництво залізниці, яка прийшла у Мендосу 1884 року.
1896 року у Мендосі було створено Національну школу виноробства (ісп. Escuela Nacional de Vitivinicultura), що почала випускати кваліфікованих фахівців для галузі, яких вона на той час дуже потребувала.
Початок ХХ ст. став періодом динамічного розвитку виноробної індустрії в Аргентині. Площа виноградників у Мендосі зросла з 22 тис. га у 1904 році до 58 тис. га у 1912 році, а виробництво вина виросло з 1 млн на 1904 рік до 3,5 млн. гол. на 1912 рік. Одним зі стимулів розвитку галузі став Закон про вина 1904 року, який визначив, які саме напої мають право називатися вином, таким чином, заборонивши продавати дешеві низькоякісні алкогольні продукти під виглядом вина. Також було встановлено критерії якості, яким має відповідати вино, а всіх виробників зобов'язали віддавати свої вина на перевірку державним органам. Також 1905 року була створена перша спілка виноробів — Національний виноробний центр (ісп. Centro Vitivinícola Nacional), який лобіював інтереси виробників вина.

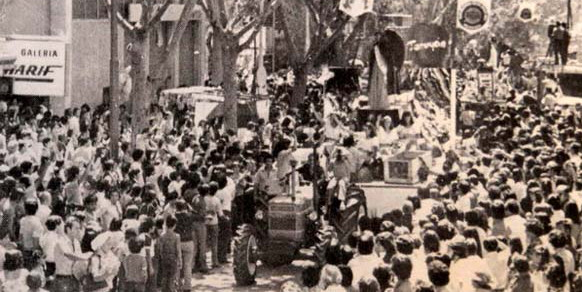
Національний фестиваль збору врожаю винограду 1938 року

З 1936 року у Мендосі почали проводити щорічний Національний фестиваль збору врожаю винограду.

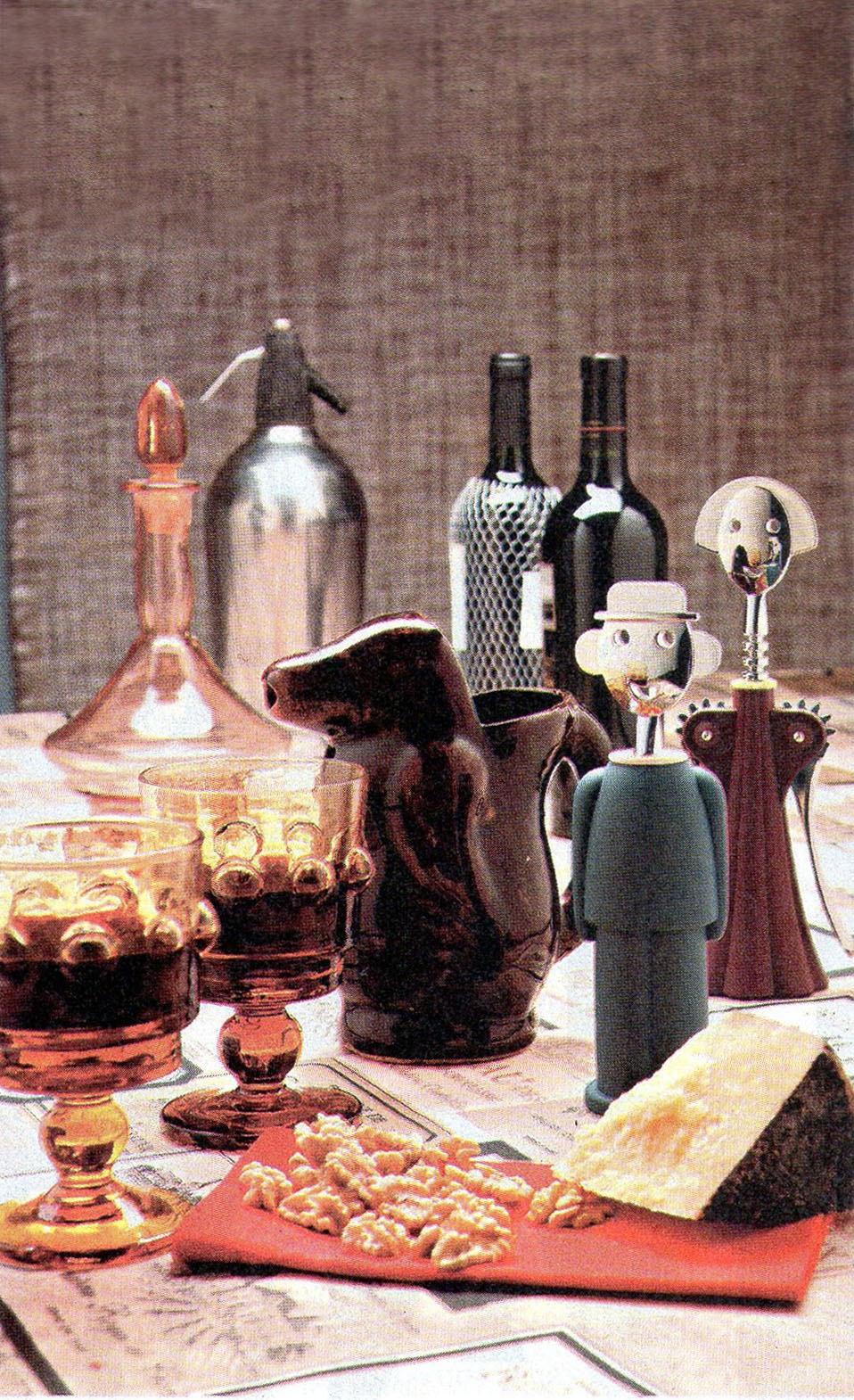
Дешеве столове вино в Аргентині зазвичай подавали у графінах у вигляді пінгвіна

З 1950-х років аргентинські виробники вина робили ставку не на якість, а на кількість вина. Вони все більше віддавали перевагу невибагливим та високоврожайним сортам (здебільшого кріольї та сересі), з яких робили дешеве, але низькоякісне столове вино. На початку 1970-х споживання вина в Аргентині дійшло до 90 л на особу на рік.
1959 року в Аргентині було створено Національний інститут виноробства (ісп. Instituto Nacional de Vitivinicultura) із штаб-квартирою у Мендосі. Ця організація існує й досі і здійснює контроль за вирощуванням винограду у країні, виробництвом і збутом вина, займається науковими дослідженнями і веденнями статистики у виноробній галузі. Від 1960 року раз на 10 років в Аргентині проводиться Національний виноградарський перепис (ісп. Censo Vitícola Nacional).
На початку 1980-х років до Аргентини прийшла мода на біле вино, яке майже не вироблялося у країні, потім на пиво, а згодом в Аргентині розпочалася економічна криза. З 1970 до 1991 року попит на вино впав майже вдвічі і багато виноробів збанкрутували. У період кризи було знищено значні площі виноградників, зокрема лише у 1982—1992 — 36 % від загальної кількості.
У 1990-х роках в Аргентині почалося відродження виноробства. 1996 року власник виноробного господарства Ніколас Катена та його головний винороб Пол Хоббс вирішили виробляти вино (передусім, мальбек) за новими технологіями. Перший же врожай отримав найвищі оцінки винних критиків — 92 бала від журналу Wine Spectator, що стало найвищим балом, який колись отримувало аргентинське вино. Цей успіх стимулював підвищення популярності сорту мальбек в Аргентині, а також значні зміни виноробної галузі у країні загалом. Винороби почали відмовлятися від традиційних сортів винограду на користь більш вибагливих, які можуть дати якісніші вина.
З 1990-х років спостерігається тенденція укрупнення аргентинських виноградників. Якщо 1990 року налічувалося 36 тис. виноградників загальною площею 207 тис. га, то до 2015 року їх кількість впала до 25 тис., але загальна площа зросла до 225 тис. га. Середня площа винограднику на 2015 рік складає 9 га.
Аргентинська економічна криза 1999—2002 року призвела до значного здешевлення робочої сили та землі. У результаті іноземні інвестиції в аргентинське виноробство значно виросли, а галузь почала боротися за вихід на зовнішні ринки. Якщо у середині 1990-х років експорт аргентинських вин до США був мізерним, то вже 2002 року обсяг поставок склав майже 11 млн літрів на рік.

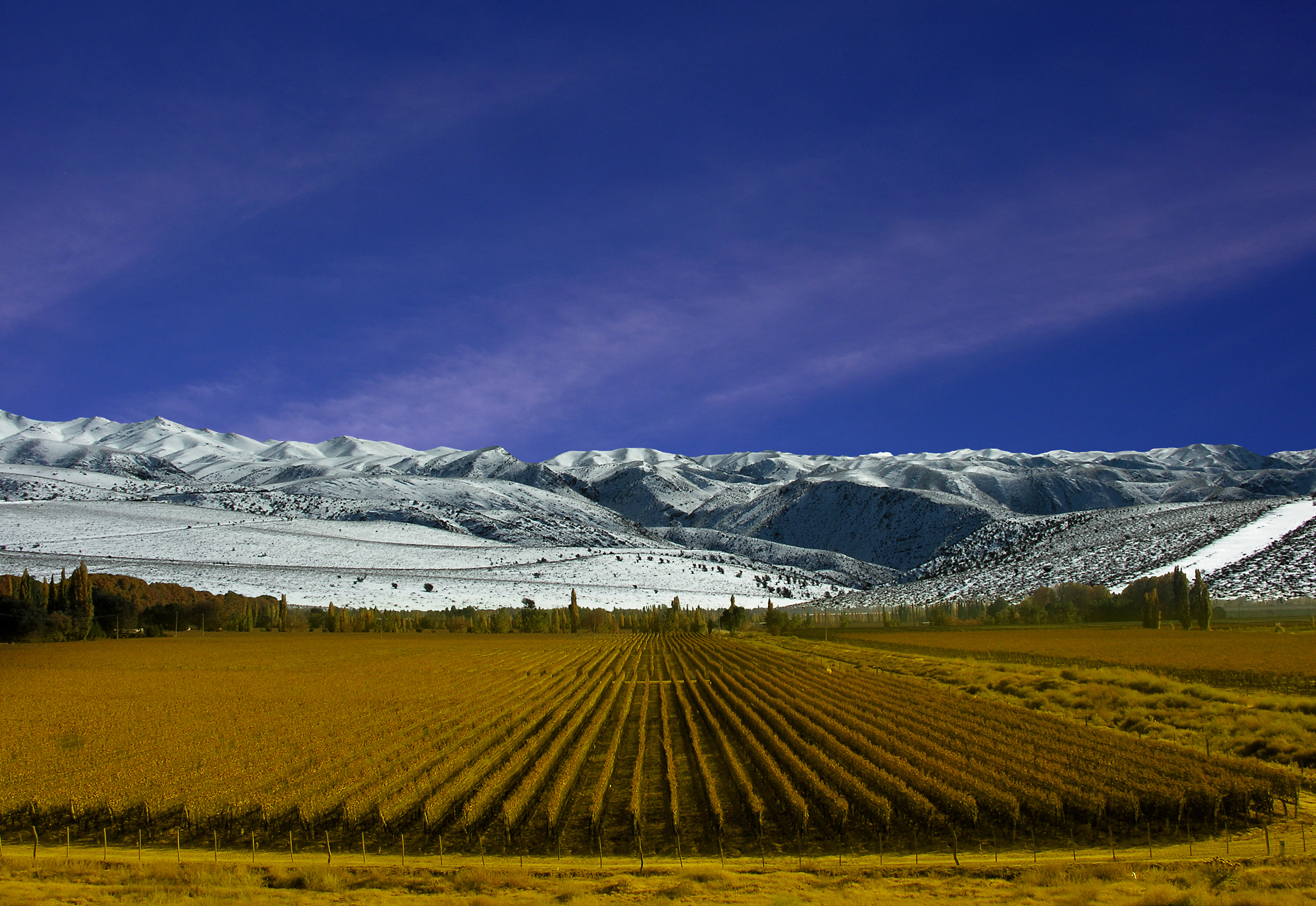
Виноградники Мендоси (2008)

Останнім часом серед аргентинських виноробів зростає популярність сорту мальбек. Якщо 2000 року найпопулярнішим сортом винограду в Аргентині був бонарда (35 % площ), а мальбек займав лише 15 % площ виноградників, то на 2015 рік мальбек займає 36 %, а бонарда — лише 21 %. 1990 року Аргентина мала понад 10 тис. га виноградників, зайнятих мальбеком, а 2015 року їх площа склала вже понад 39,5 тис. га мальбеку. Серед білих сортів зросла популярність торронтесу і шардоне, а площі, зайняті під сорт Педро Хіменес скоротилися.
2007 року було започатковано нагороду Argentina Wines Award, яку щороку дають найкращим аргентинським винам.
За президентства Крістіни Кіршнер аргентинський уряд намагався знизити обсяги імпорту в країну і видав закон, який зобов'язував компанії-імпортери експортувати за кордон аргентинські товари на суму, рівну вартості ввезених ними товарів. Внаслідок цього аргентинські вина почали експортувати компанії, які раніше ніколи цим не займалися, наприклад Porsche.

## Виноробні регіони

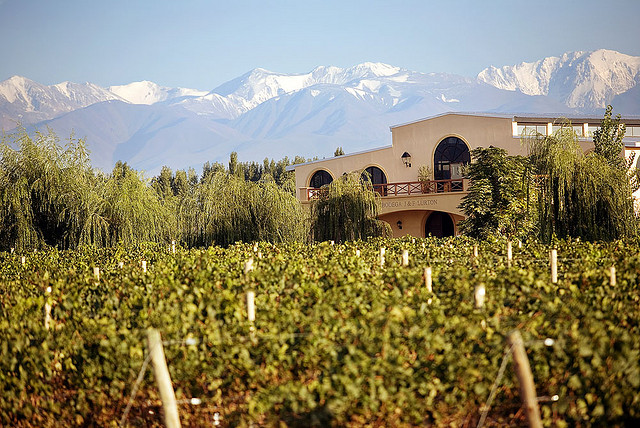
Виноградники біля підніжжя Анд

Виноробні регіони Аргентини здебільшого сконцентровані у західній частині країни у передгір'ях Анд на простягаються на значну відстань з півночі на південь.
Клімат у цих місцевостях досить теплий, тому виноградники не страждають від морозів. Характерною особливістю клімату виноробних провінцій Аргентини є високі добові коливання температур, які можуть доходити до 30 °C.
Усі основні виноробні регіони розташовані у посушливому кліматі та цілком залежать від іригації — зрошувальних каналів і крапельного поливу. Більшість виноградників знаходяться у гірських регіонах на висоті від 800 до 2500 м над рівнем моря. Завдяки цьому виноград захищений від багатьох типових для нього шкідників і хвороб.
Виноробні регіони Аргентини сильно потерпають від граду, який щороку знищує 10-15 % врожаю. Значна частина виноградників (у Мендосі — 97 %) нині вкрита масивними пластиковими сітками, які захищають їх від великих градин. Це дієва технологія, але вона помітно здорожчує початкове влаштування і подальшу підтримку виноградників.

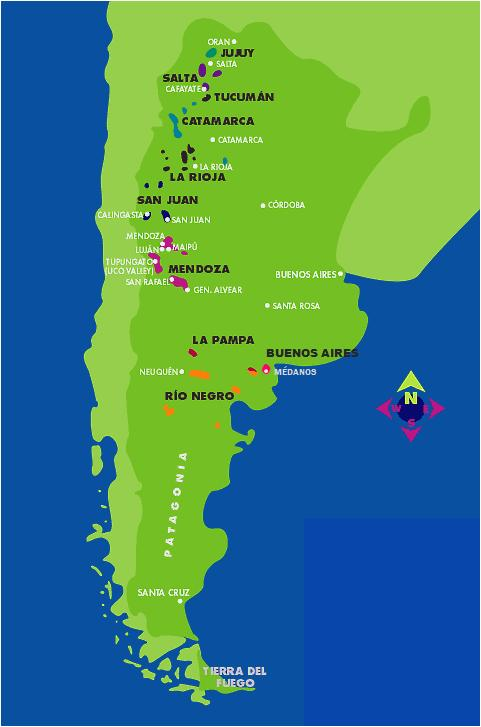
Виноробні регіони Аргентини

Національний інститут виноробства Аргентини виділяє такі виноробні регіони:
- Центрально-західний (провінції Мендоса і Сан-Хуан). На 2015 рік на цей регіон припадає 93 % зібраного у країні винограду і 93,5 % виробленого вина.
- Північно-західний (провінції Ла-Ріоха, Катамарка, Сальта і Тукуман). На 2015 рік на цей регіон припадає 5,51 % зібраного в Аргентині винограду. Основні сорти: торронтес, мальбек, сіра. Типовим для регіону є виробництво білих вин. Основні регіони вирощування винограду: долини Кальчакі, долина Катамарка, долини між Сьєрра-Веласко[en] і Сьєрра-Фаматіна[en]. Долина Фаматіна[en] має статус D.O.С. для сорту торронтес[13]
- Південний (провінції Ріо-Негро, Неукен, Ла-Пампа і Чубут). На 2015 рік на цей регіон припадає 0,99 % зібраного в Аргентині винограду, з яких 66,53 % — на провінцію Неукен. Основні сорти: мальбек, каберне совіньйон, мерло, піно нуар. Виноробство тут зосереджено у Сан-Патрісіо-дель-Чаньяр[en], долина р. Ріо-Негро
- Невиноробний (провінції Буенос-Айрес, Кордова, Ентре-Ріос, Жужуй і Сан-Луїс). Цей регіон включає місцевість, де виробництво вина не є традиційним чи промислово значимим. На нього припадає лише 0,04 % зібраного в Аргентині винограду, більшість якого — з Кордови.

Провінція Мендоса — найбільший виробник вина в Аргентині. Загальна площа виноградників тут складає 160 тис. га і продовжує збільшуватися — з 2000 року вона виросла на 13 %. На цю провінцію припадає 69,9 % виробленого обсягу аргентинського вина і 86,45 % експорту. У Мендосі основними центрами виноробства є Лухан-де-Куйо (D.O.С. мальбека), Майпу, Долина Уко, і Сан-Рафаель.

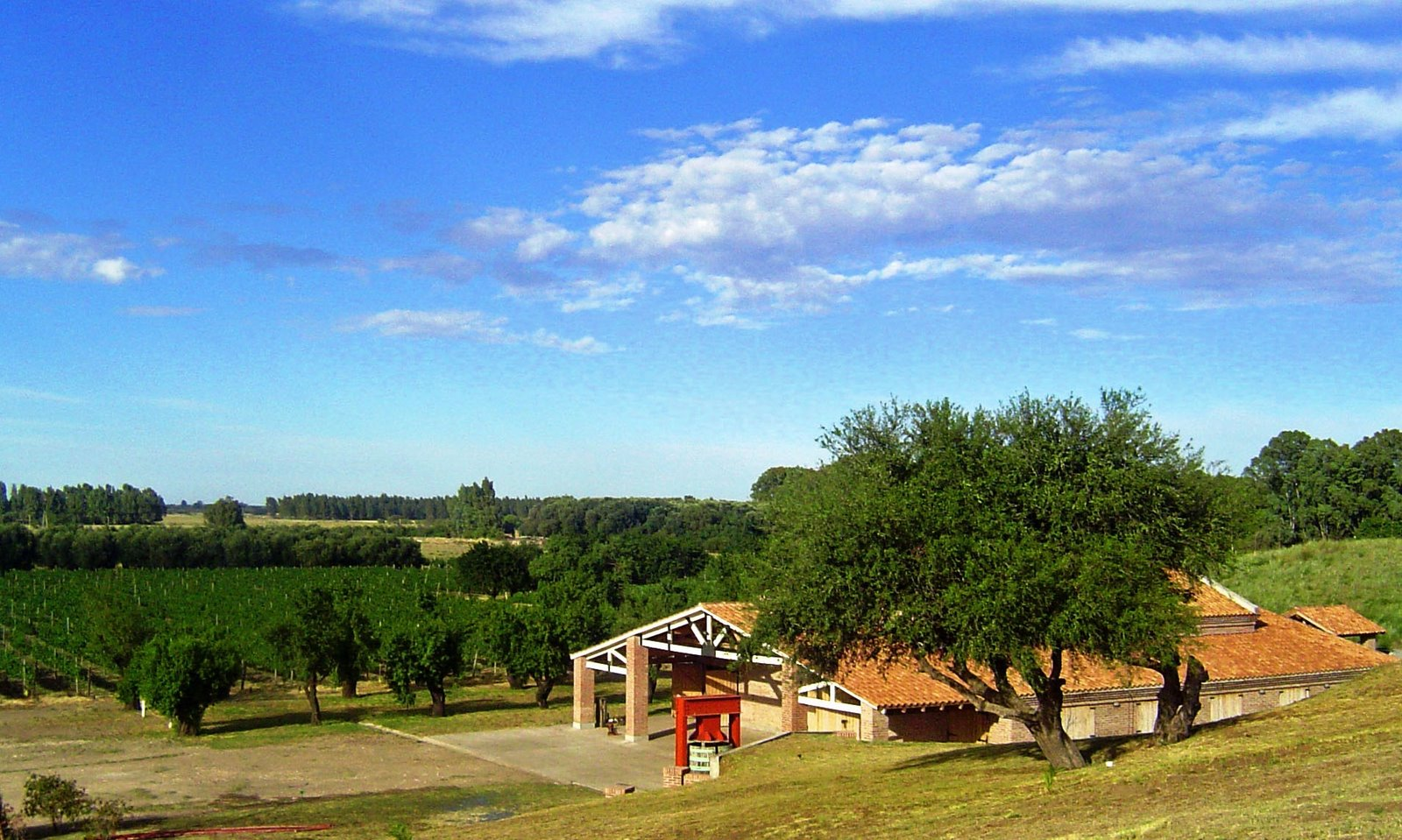
Виноградники у провінції Буенос-Айрес
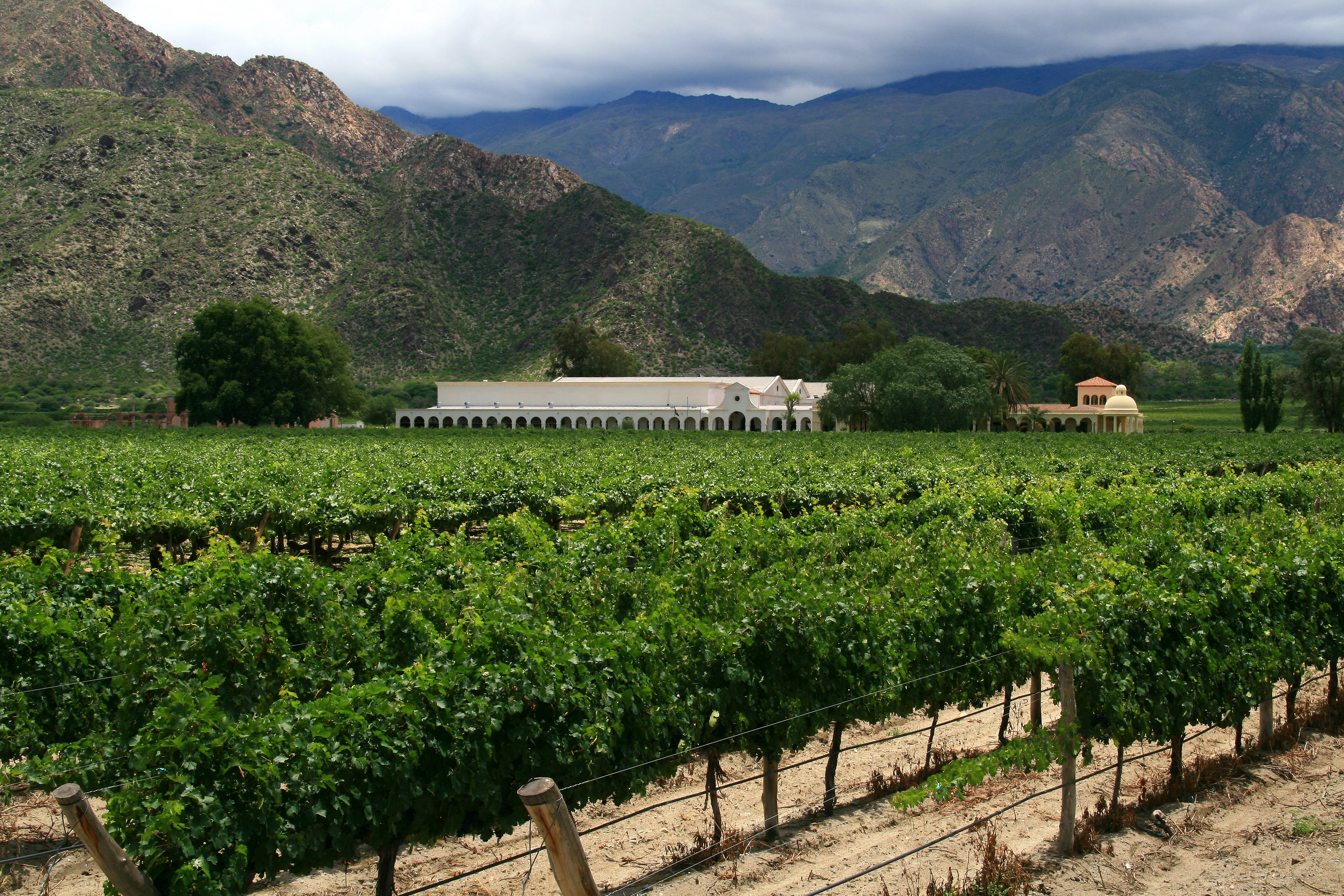
Виноградники провінції Сальта
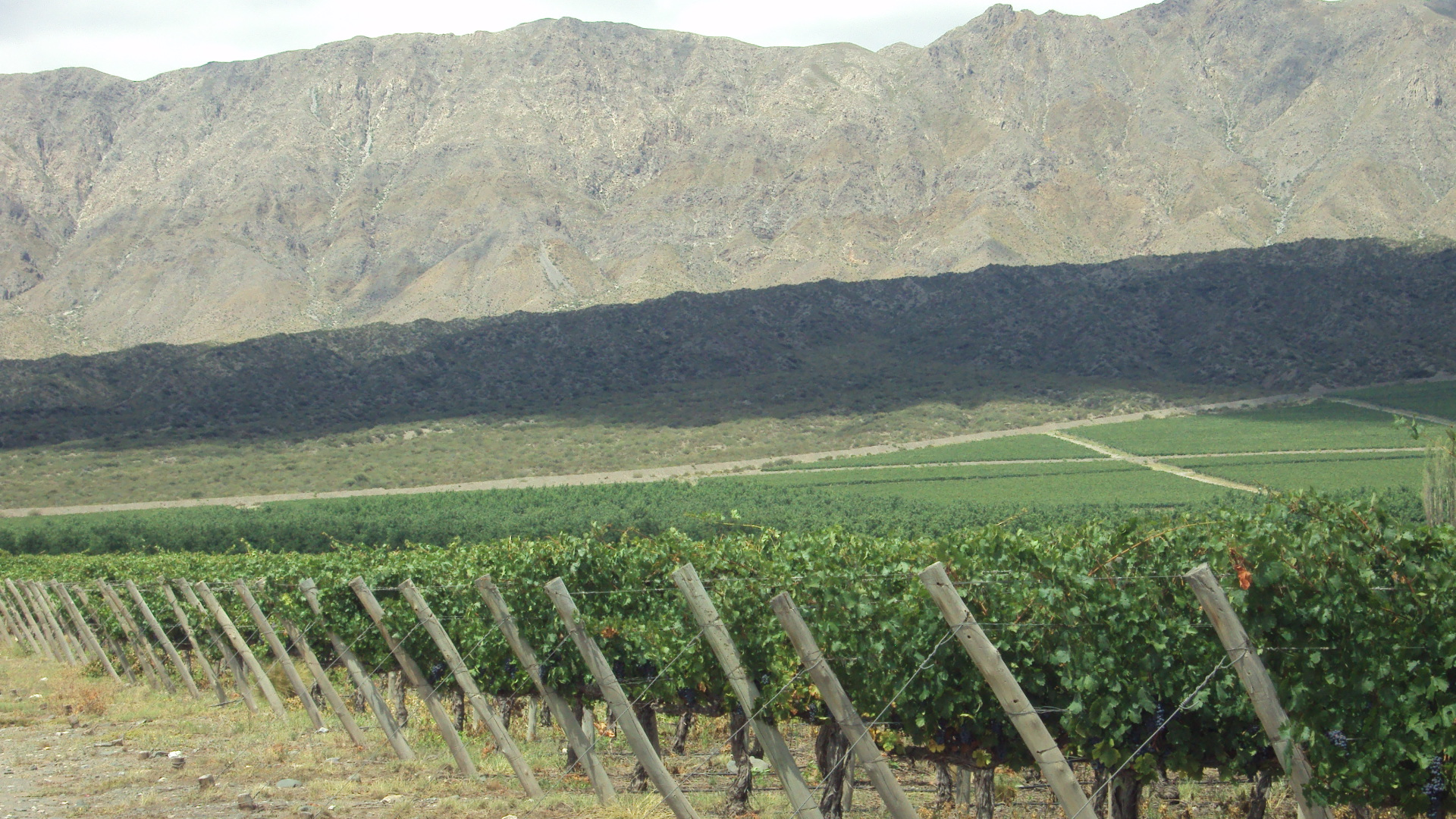
Виноградники у Сан-Хуані
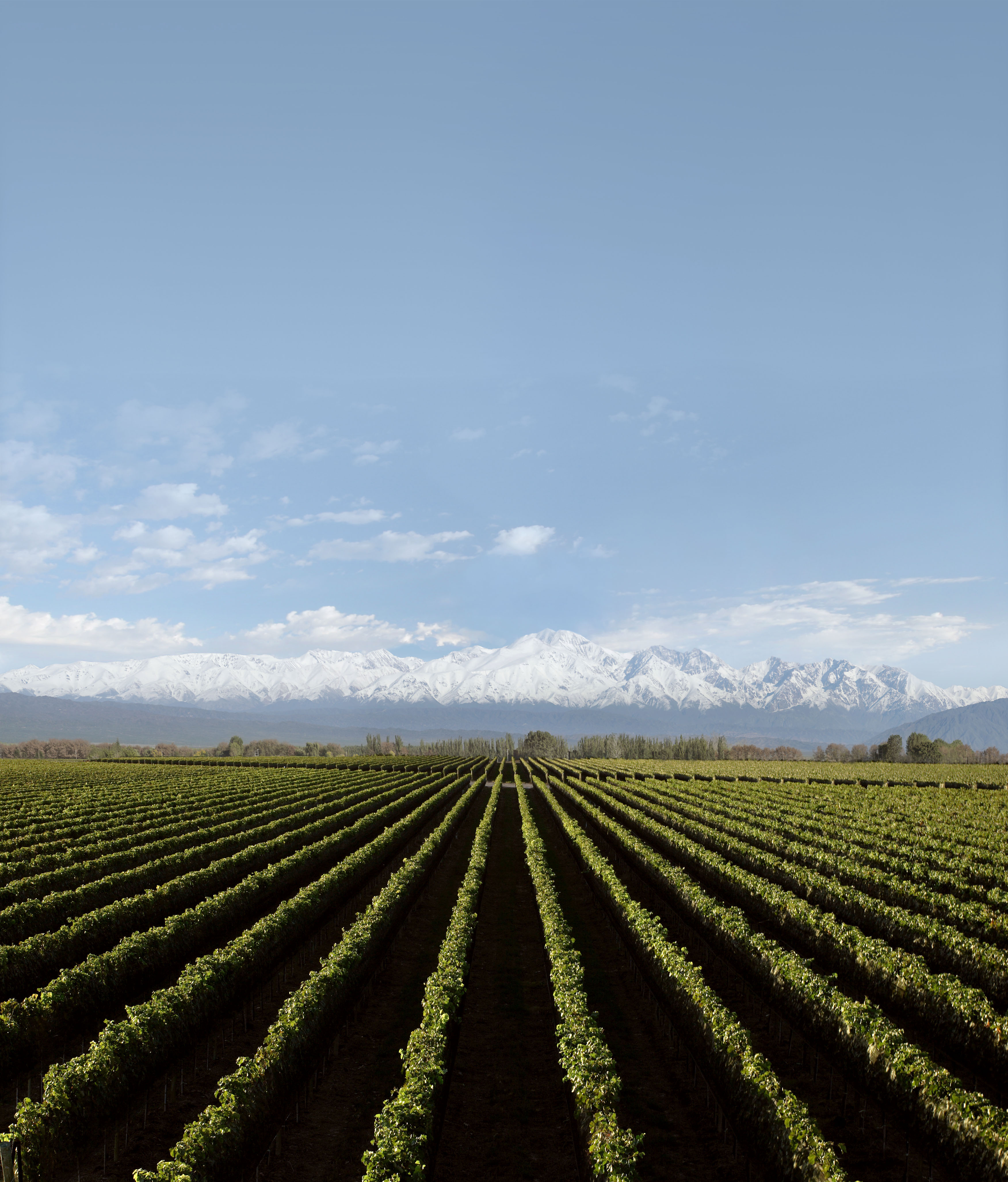
Виноградники Лухан-де-Куйо
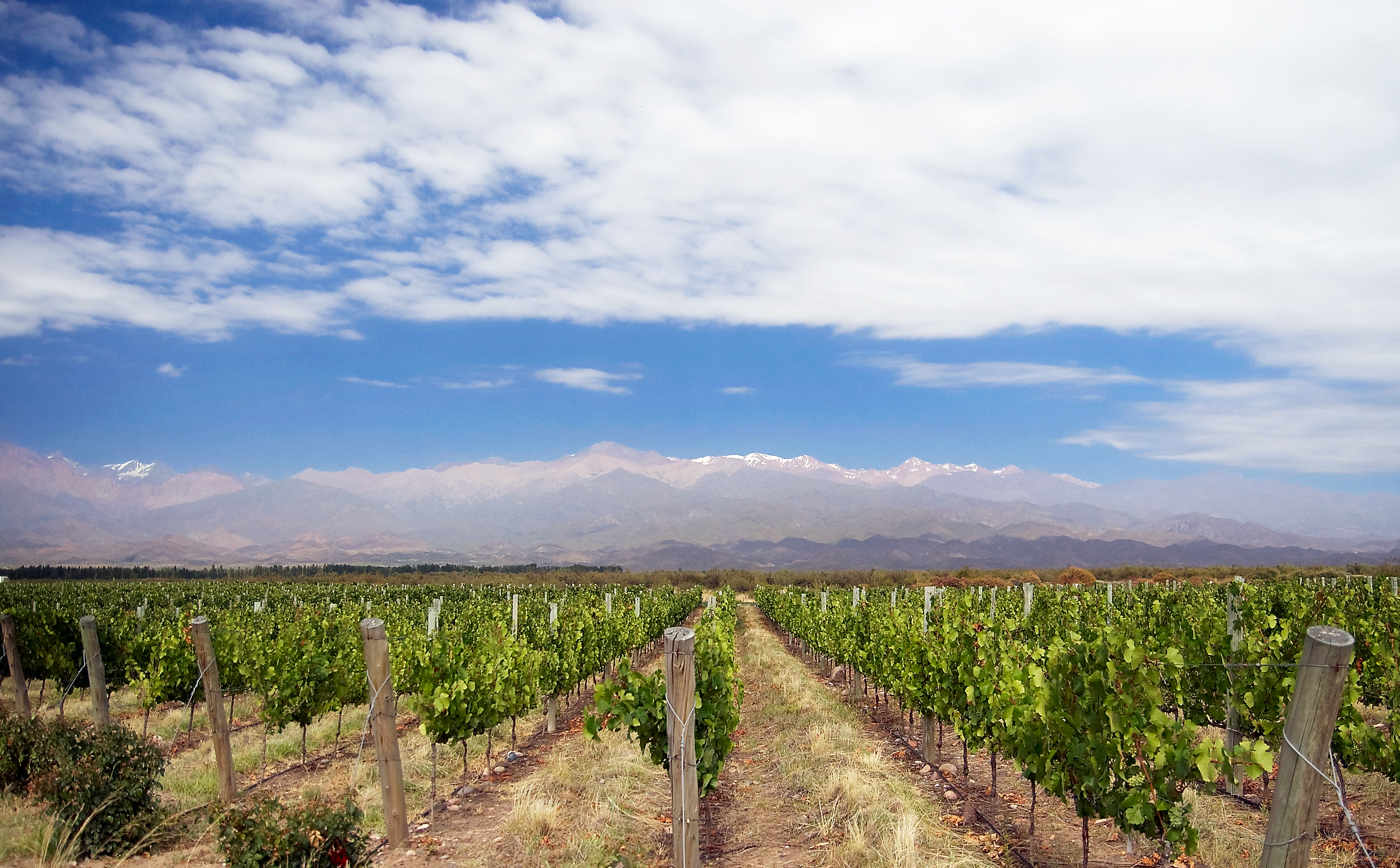
Виноградник у долині Уко

Другою важливою виноробною провінцією Аргентини є Сан-Хуан. Хоча площа виноградників і обсяги виробництва вина тут утричі менші, ніж у Мендосі, але врожайність виноградників вища. На відміну від Мендоси, де здебільшого виробляють червоні вина, у Сан-Хуані переважають білі. У Сан-Хуані основними центрами виноробства є долини Тулум, Сонда, Ульюм і Калінгаста.
Дві третини аргентинських виноградників нині мають вік понад 15 років. Старіші лози менш врожайні, але дають більш насичені вина зі складними ароматами

## Обсяги виробництва
Врожай винограду в Аргентині 2015 року склав 24 155 712 центнерів, з яких 97 % пішло на виробництво вина. Середня врожайність склала 107,5 ц/га.

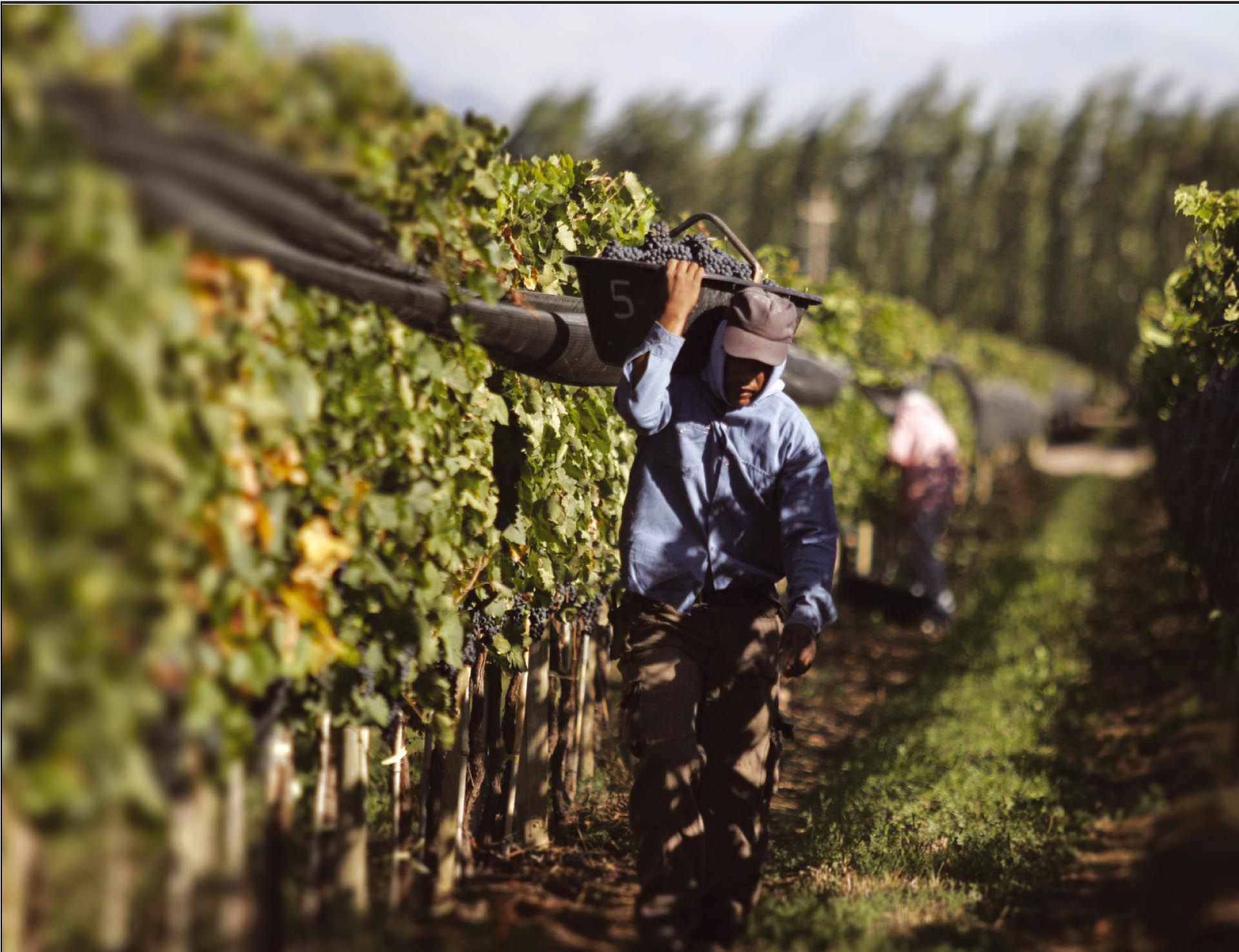
Збір винограду у Мендосі
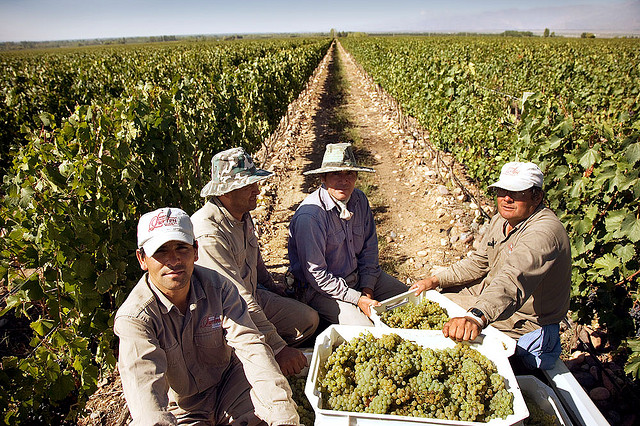
Збір винограду в Аргентині
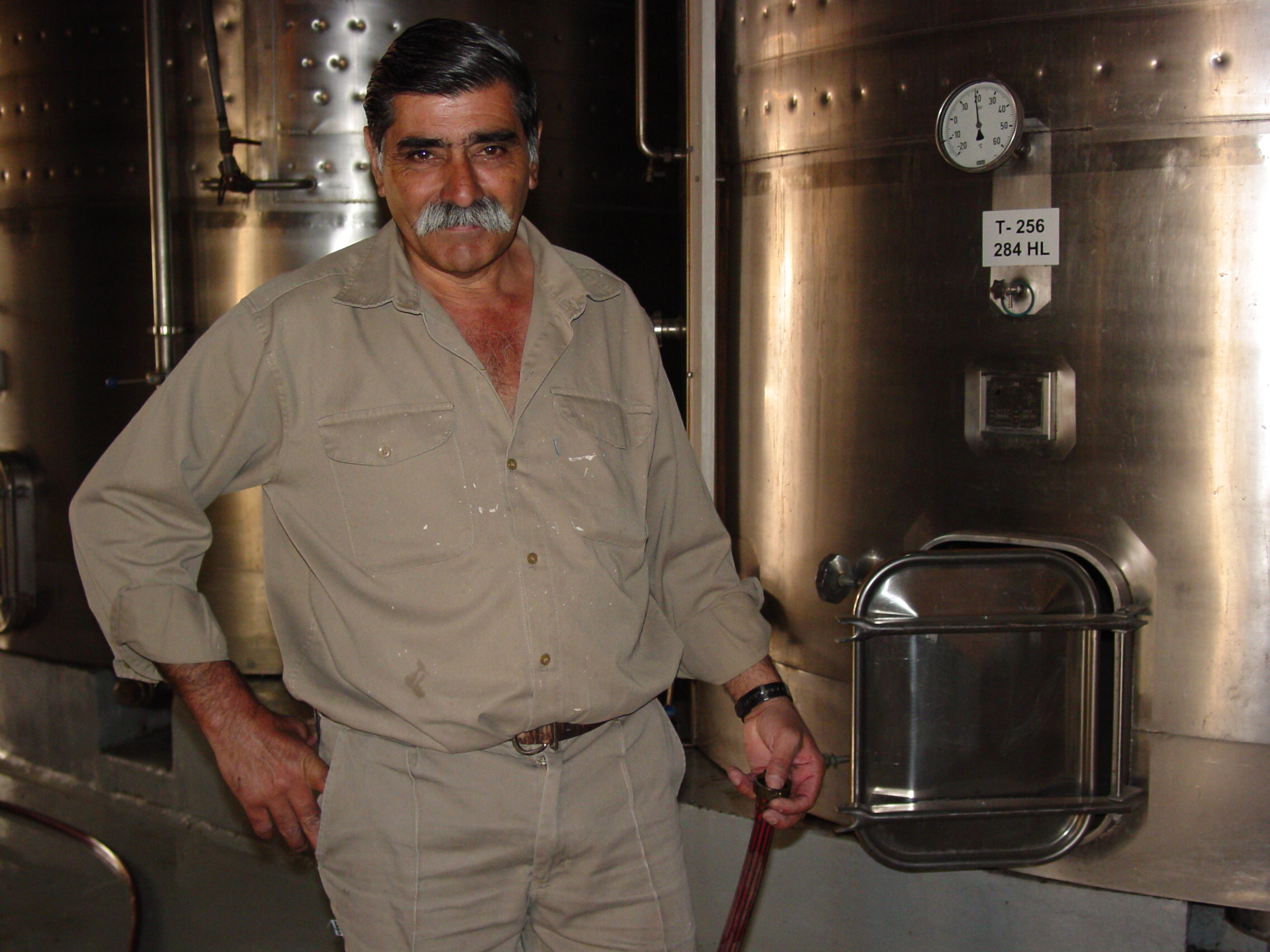
Працівник винарні у Мендосі
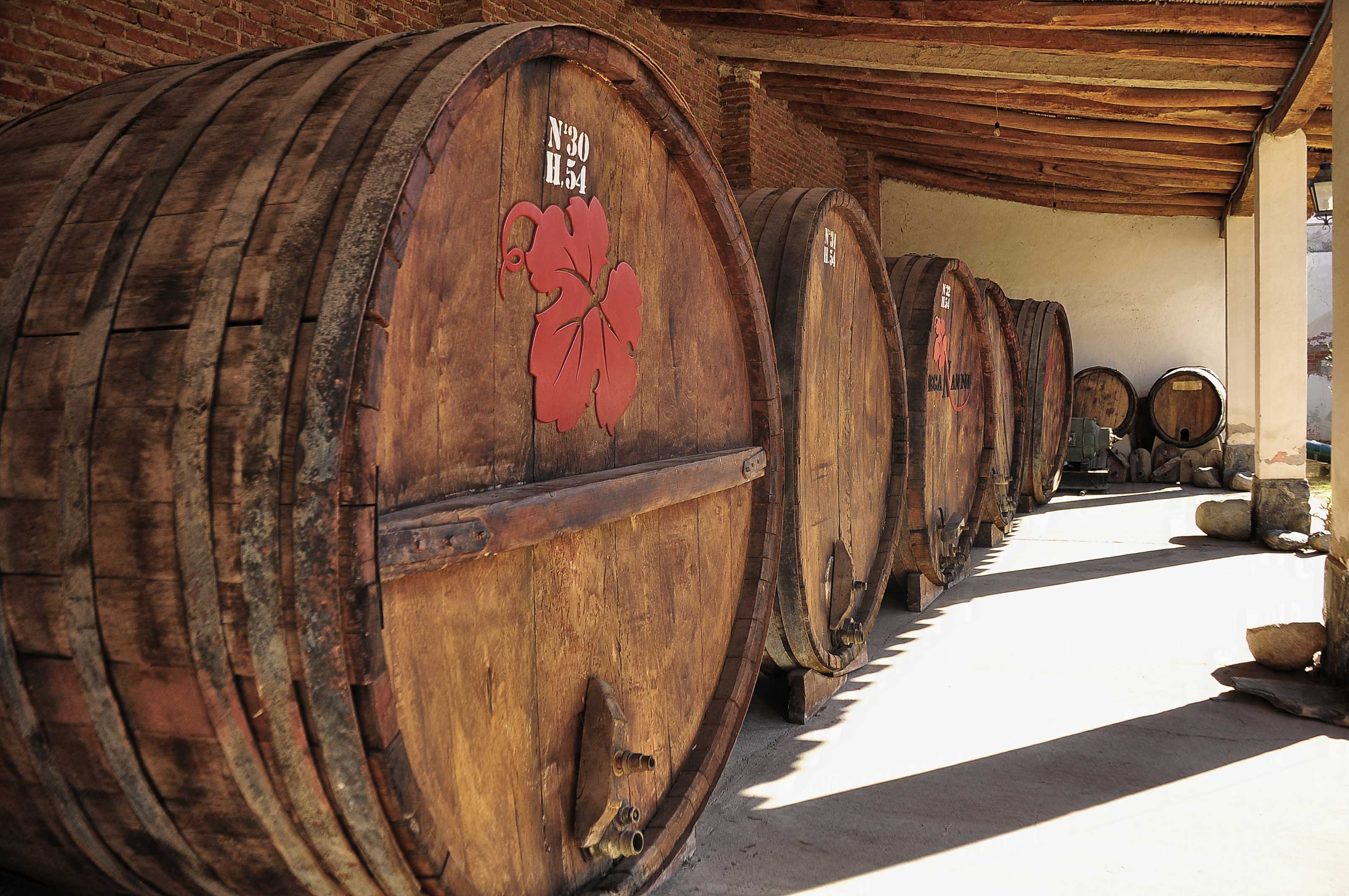
Вино витримується у діжках у Сальті

Основні сорти винограду, що вирощуються на вино в Аргентині — це мальбек, сереса, бонарда, кріолья і каберне совіньйон.

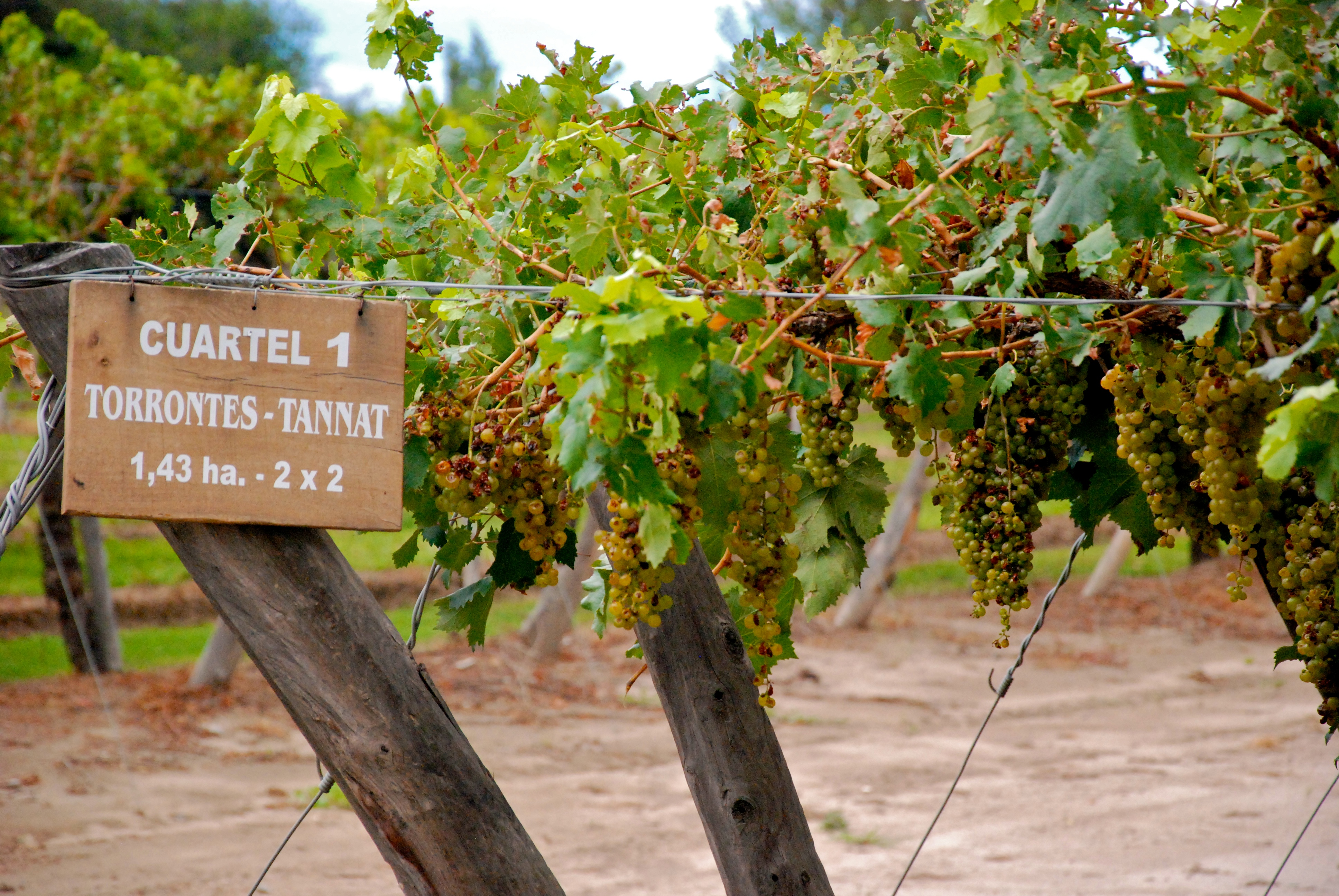
Торронтес на виноградниках Кафаяте
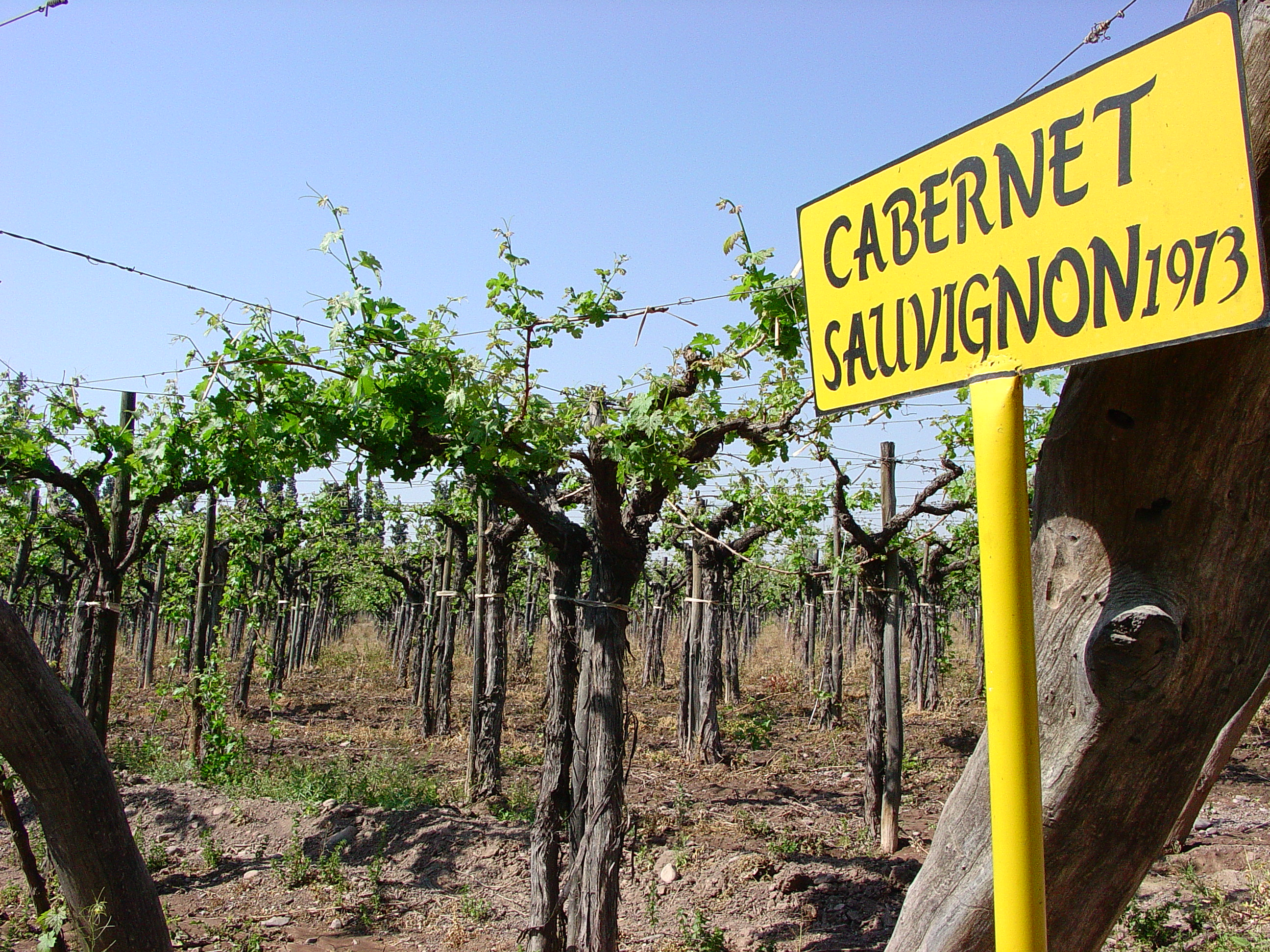
Каберне совіньйон у Мендосі
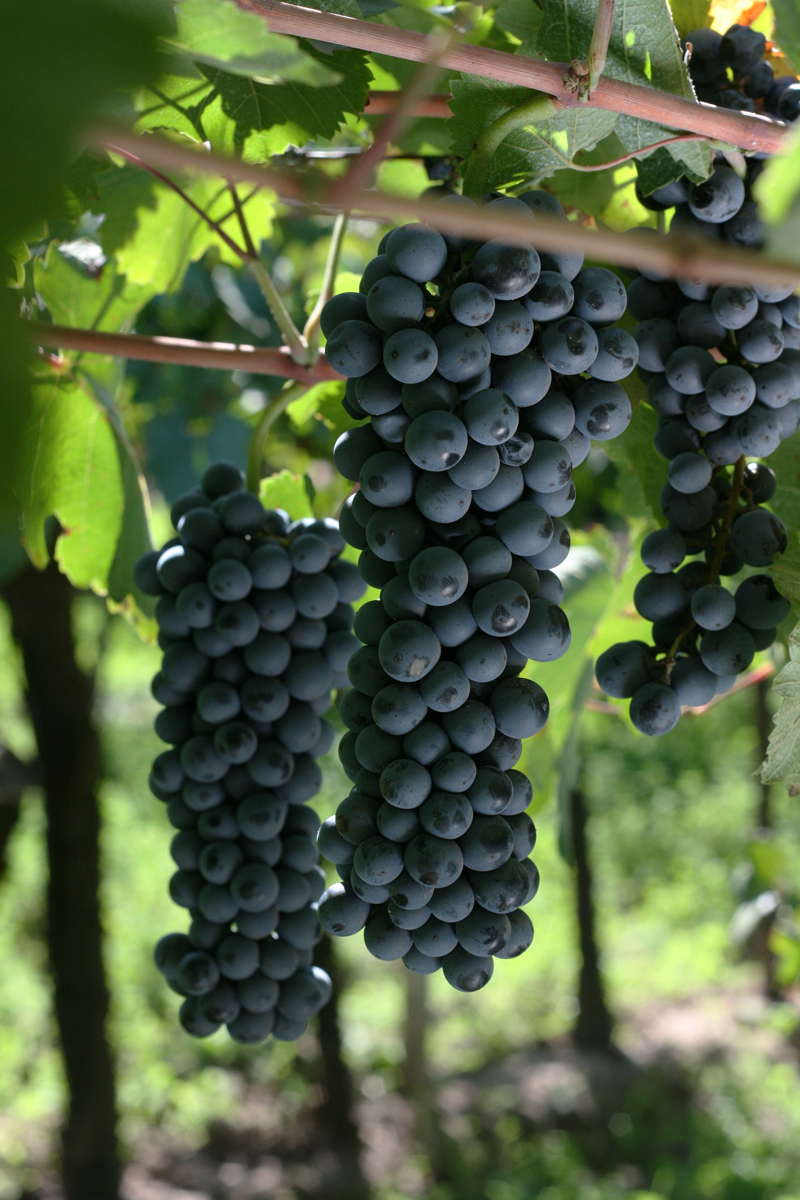
Бонарда у Мендосі
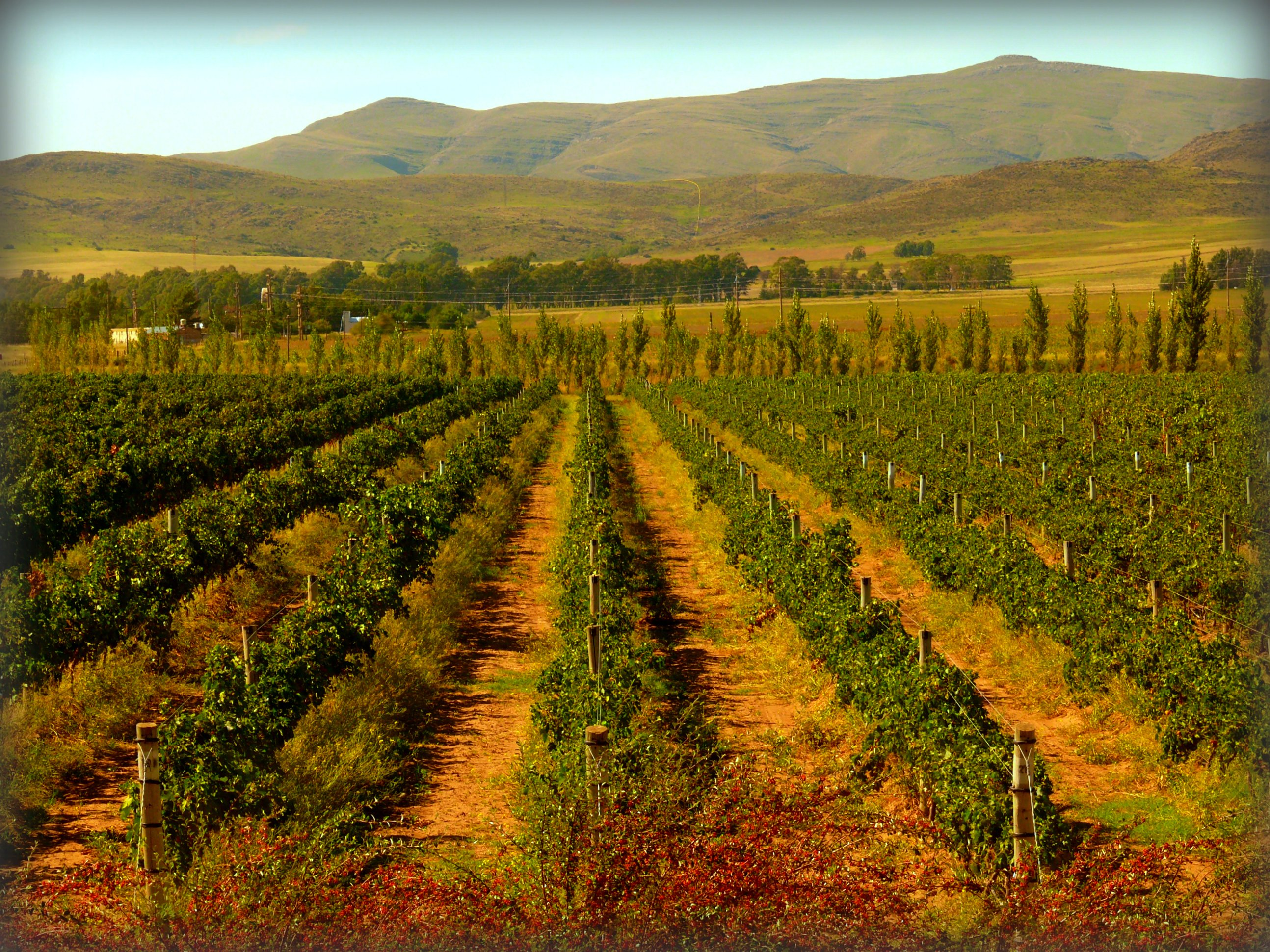
Виноградник мальбек

| Сорт              | Зібрано винограду (тонн) | Доля врожаю (%) | Площа виноградників (га) | Доля площі (%) |
| ----------------- | ------------------------ | --------------- | ------------------------ | -------------- |
| сереса            | 4 239 107                | 18,02           | 29 190                   | 12,99          |
| мальбек           | 3 608 818                | 15,43           | 39 486                   | 17,57          |
| кріолья           | 2 307 629                | 9,87            | 15 970                   | 7,11           |
| бонарда           | 2 159 465                | 9,23            | 19 142                   | 8,52           |
| сіра              | 1 437 528                | 6,15            | 12 858                   | 5,72           |
| Педро Хіменес     | 1 403 119                | 6,00            | 11 389                   | 5,07           |
| торронтес         | 1 125 884                | 4,81            | 8221                     | 3,66           |
| каберне совіньйон | 1 070 721                | 4,58            | 15 559                   | 6,92           |
| шардоне           | 762 039                  | 3,26            | 6232                     | 2,77           |
| темпранільйо      | 721 160                  | 3,08            | 6260                     | 2,79           |

У посадках винограду переважають червоні сорти (46,97 %), менш популярні рожеві (31,11 %) та білі (21,92 %). 2015 року в Аргентині було вироблено 13 361 964 гол вина, зокрема 8 432 339 гол червоного, 4 537 201 гол білого і 392 425 гол рожевого.
Серед провінцій Аргентини найбільша частка виробництва вина припадає на Мендосу.
| Провінція | Зібрано винограду (тонн) | Доля врожаю (%) | Вироблено вина (гол) |
| --------- | ------------------------ | --------------- | -------------------- |
| Мендоса   | 16 884 089               | 69,90           | 10 289 554           |
| Сан-Хуан  | 5 694 606                | 23,57           | 2 124 222            |
| Ла-Ріоха  | 863 625                  | 3,58            | 461 566              |
| Сальта    | 314 564                  | 1,30            | 225 114              |
| Неукен    | 158 333                  | 0,66            | 93 048               |
| Катамарка | 148 229                  | 0,61            | 108 195              |
| Ріо-Негро | 67 787                   | 0,28            | 46 410               |
| Інші      |                          | 0,10            |                      |

## Експорт

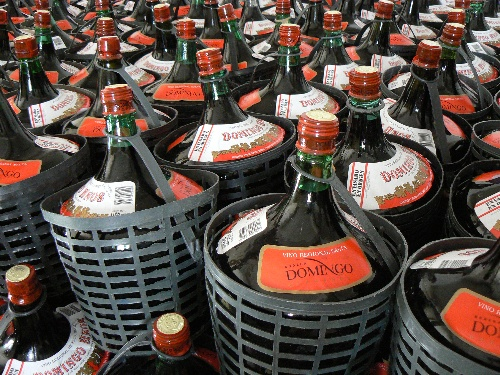
Аргентинське вино у бутлях

Більша частина аргентинського вина споживається на внутрішньому ринку, але тим не менше країна є одним з найбільших експортерів вина у світі. Експорт аргентинського вина 2015 року склав 2 674 930 гектолітрів, з яких 567 874 гол — білі, а 2 107 055 гол — червоні, 2 636 954 гол — тихі, а 34 880 гол — ігристі. Середня ціна за експортований літр аргентинського вина складає 6,2 долара США.
Аргентинське вино експортується до 114 країн світу, але основним його імпортером є США.
| Країна          | Експорт (у гектолітрах) | Доля експорту (%) |
| --------------- | ----------------------- | ----------------- |
| США             | 985 963                 | 36,86             |
| Велика Британія | 291 016                 | 10,88             |
| Канада          | 231 562                 | 8,66              |
| Бразилія        | 131 195                 | 4,90              |
| Нідерланди      | 113 638                 | 4,25              |
| Парагвай        | 69 436                  | 2,60              |
| Мексика         | 62 635                  | 2,34              |
| Німеччина       | 60 822                  | 2,27              |
| Росія           | 60 008                  | 2,24              |
| Данія           | 58 502                  | 2,19              |
| Інші            |                         | 22,81             |

Найбільші обсяги експорту аргентинського вина 2015 року припадають на мальбек.
| Сорт              | Експорт (у гектолітрах) | Доля експорту (%) |
| ----------------- | ----------------------- | ----------------- |
| Мальбек           | 1 249 818               | 55,89             |
| Каберне совіньйон | 277 801                 | 12,42             |
| Шардоне           | 115 235                 | 5,15              |
| Торронтес         | 65 231                  | 2,92              |

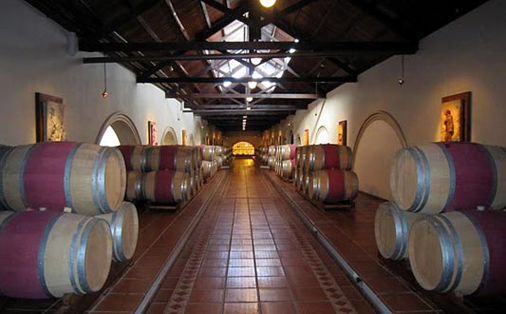
Діжки з вином у винарні Мендоси

Серед провінцій Аргентини найбільша частка експорту вина припадає на вироблене у Мендосі.
| Провінція | Експорт (у гектолітрах) | Доля експорту (%) |
| --------- | ----------------------- | ----------------- |
| Мендоса   | 2 312 405               | 86,45             |
| Сан-Хуан  | 218 334                 | 8,16              |
| Ла-Ріоха  | 74 450                  | 2,78              |
| Сальта    | 49 996                  | 1,87              |
| Інші      |                         | 0,74              |

## Туризм

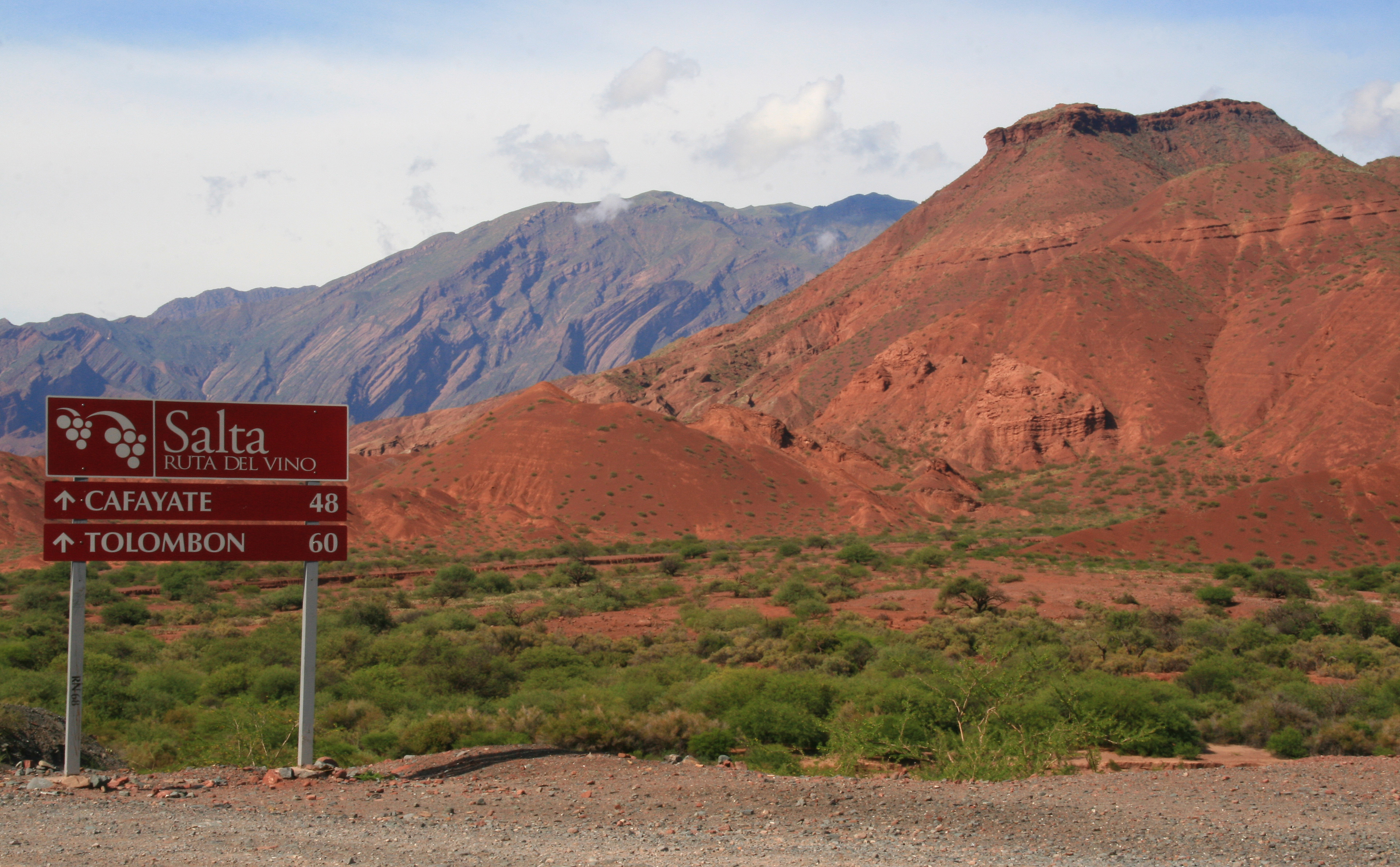
Винний шлях у Сальті
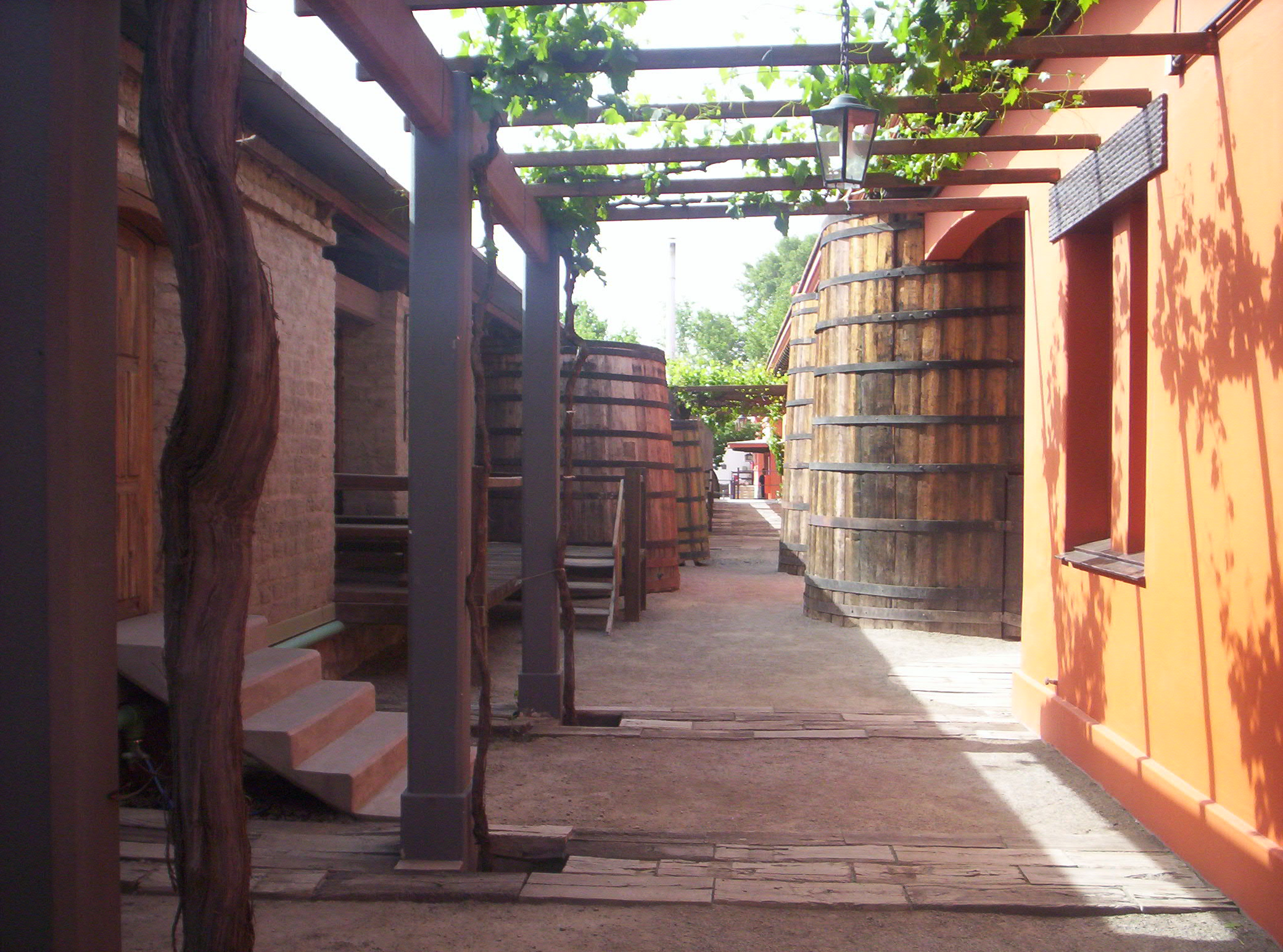
Музей вина у Сан-Хуані
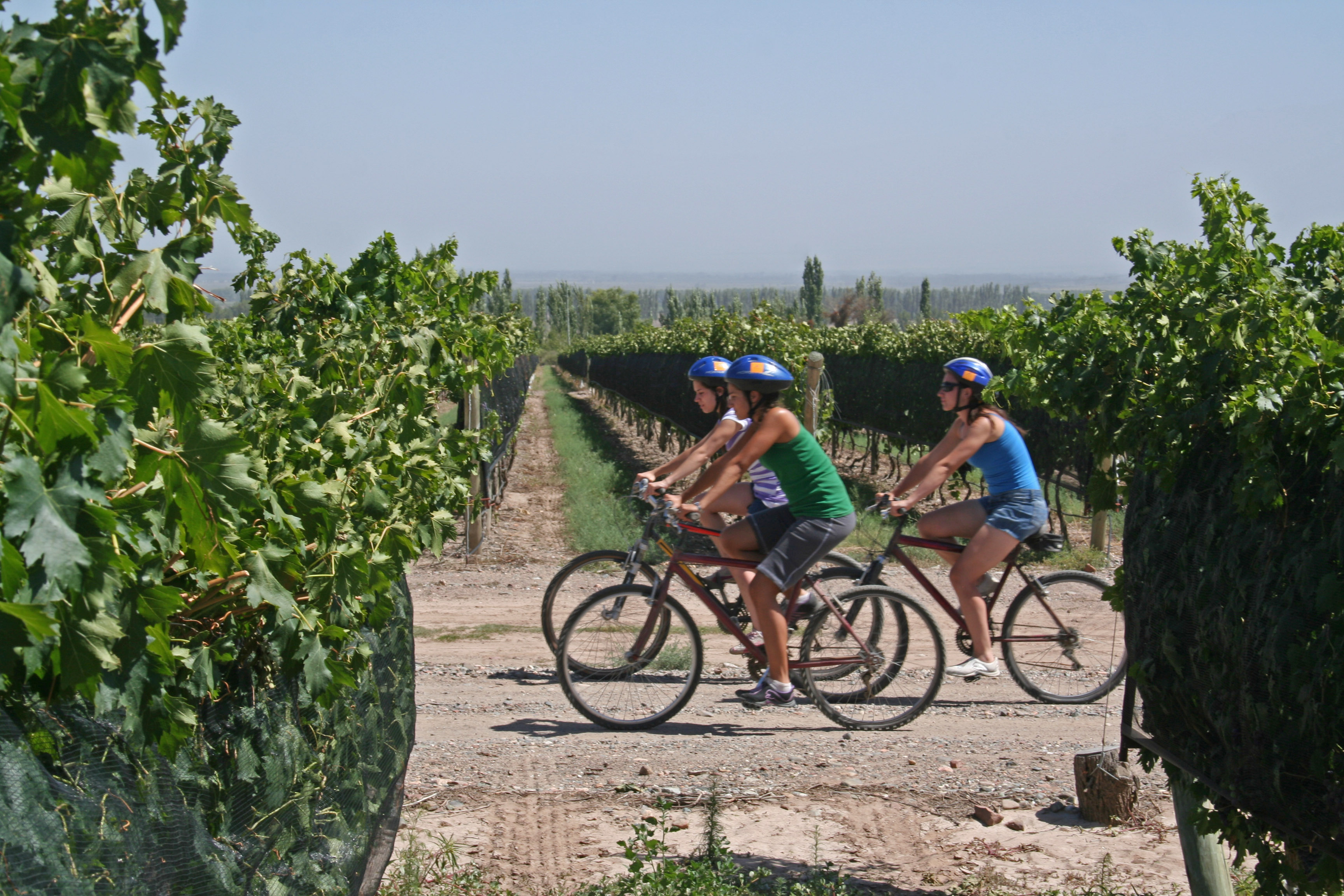
Винний вело-тур у Мендосі
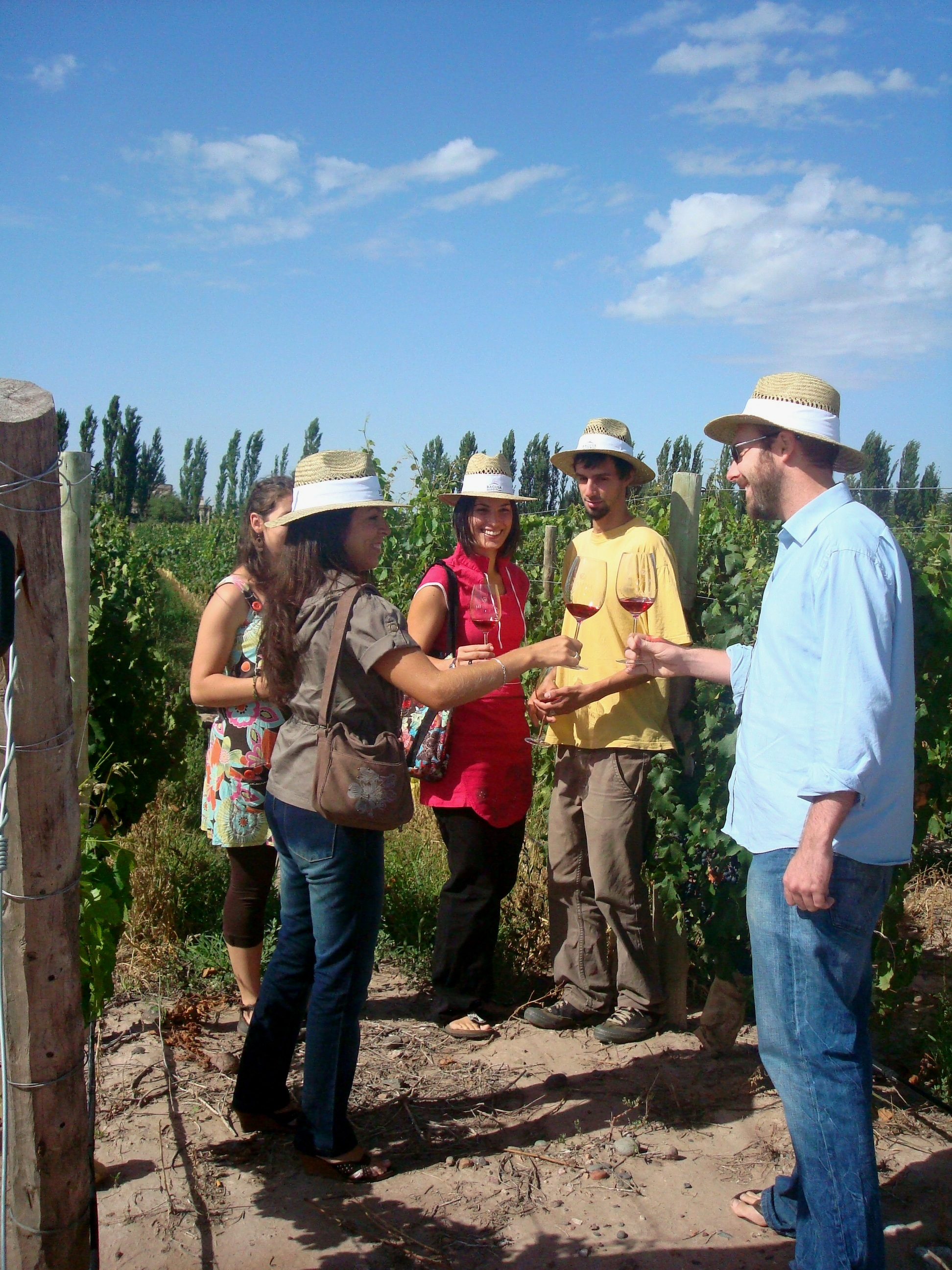
Винний тур

Останнім часом в Аргентині активно розвивається винний туризм. Багато виноробних підприємств запрошують туристів на екскурсії своїми виноградниками, винними підвалами, підприємствами та на дегустації. Деякі винороби створили власні музеї вина. У провінціях Сальта, Сан-Хуан, Мендоса було створено спеціальні туристичні маршрути — так звані Винні шляхи (ісп. Las rutas del vino) для бажаючих познайомитися з виноробною галуззю Аргентини.
У багатьох виноробних регіонах Аргентини щороку проходять фестивалі, присвячені збору врожаю винограду. З 1936 року у Мендосі проводиться щорічний Національний фестиваль збору врожаю винограду (ісп. Fiesta Nacional de la Vendimia), який припадає на перший тиждень березня і привертає багато туристів. 2011 року журнал National Geographic назвав цей фестиваль другим найважливішим святом врожаю у світі після Дня Подяки. У провінції Сальта щожовтня проходить Фестиваль торронтесу, а з 2011 року щороку 17 квітня відзначається Всесвітній день мальбека, до якого відбуваються святкові заходи по всій Аргентині і за кордоном.

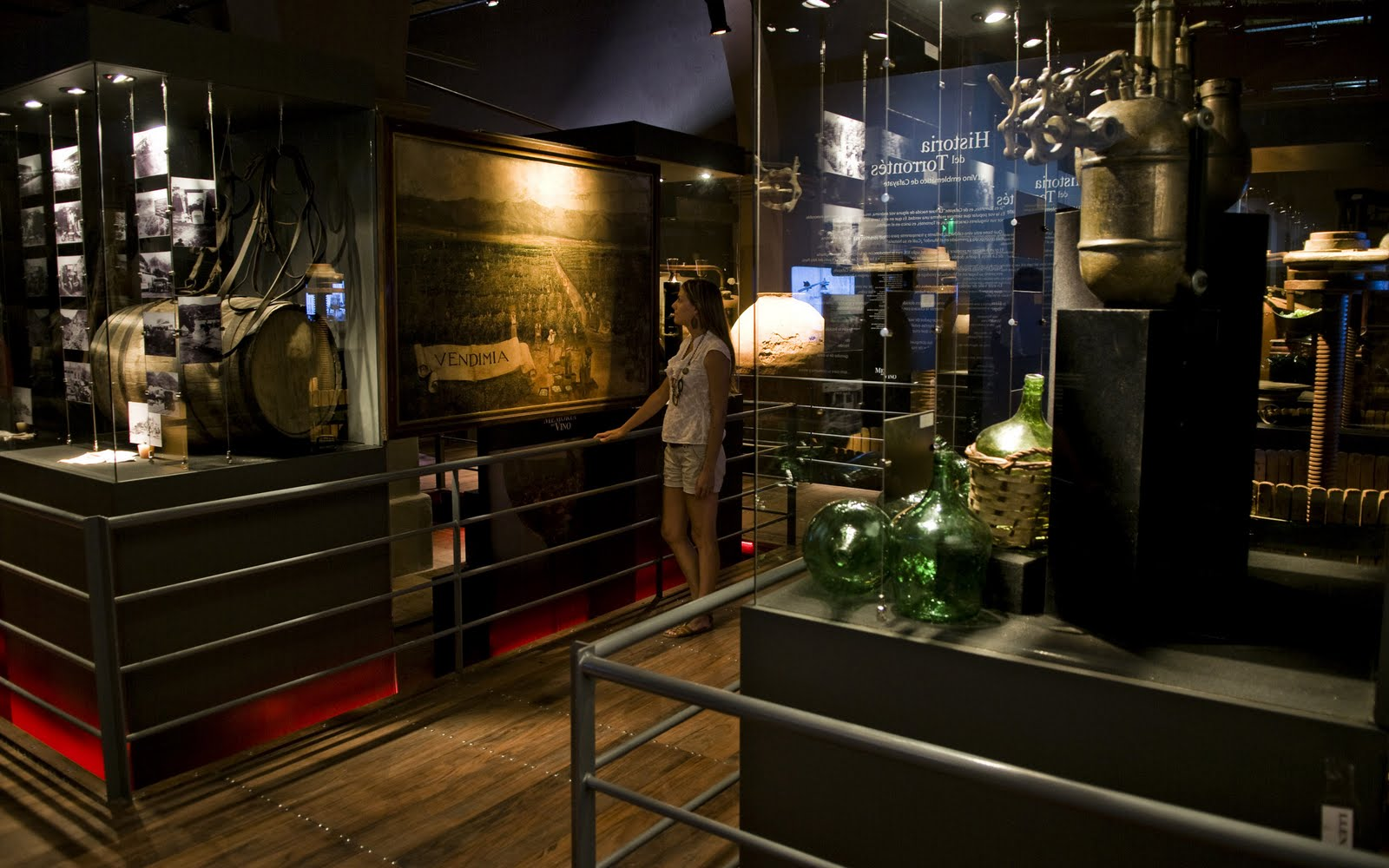
Музей винограду і вина у Сальті
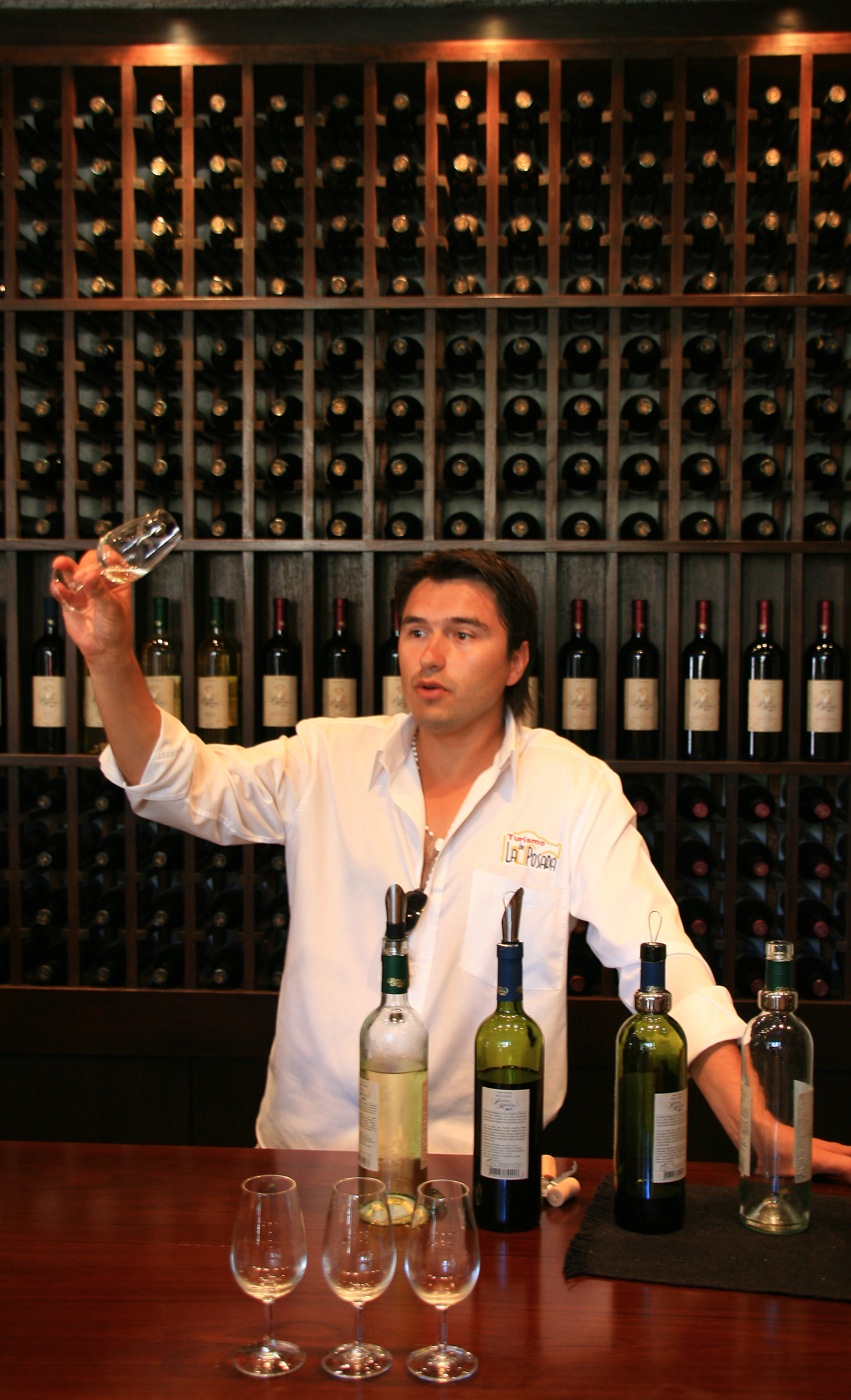
Дегустація вина
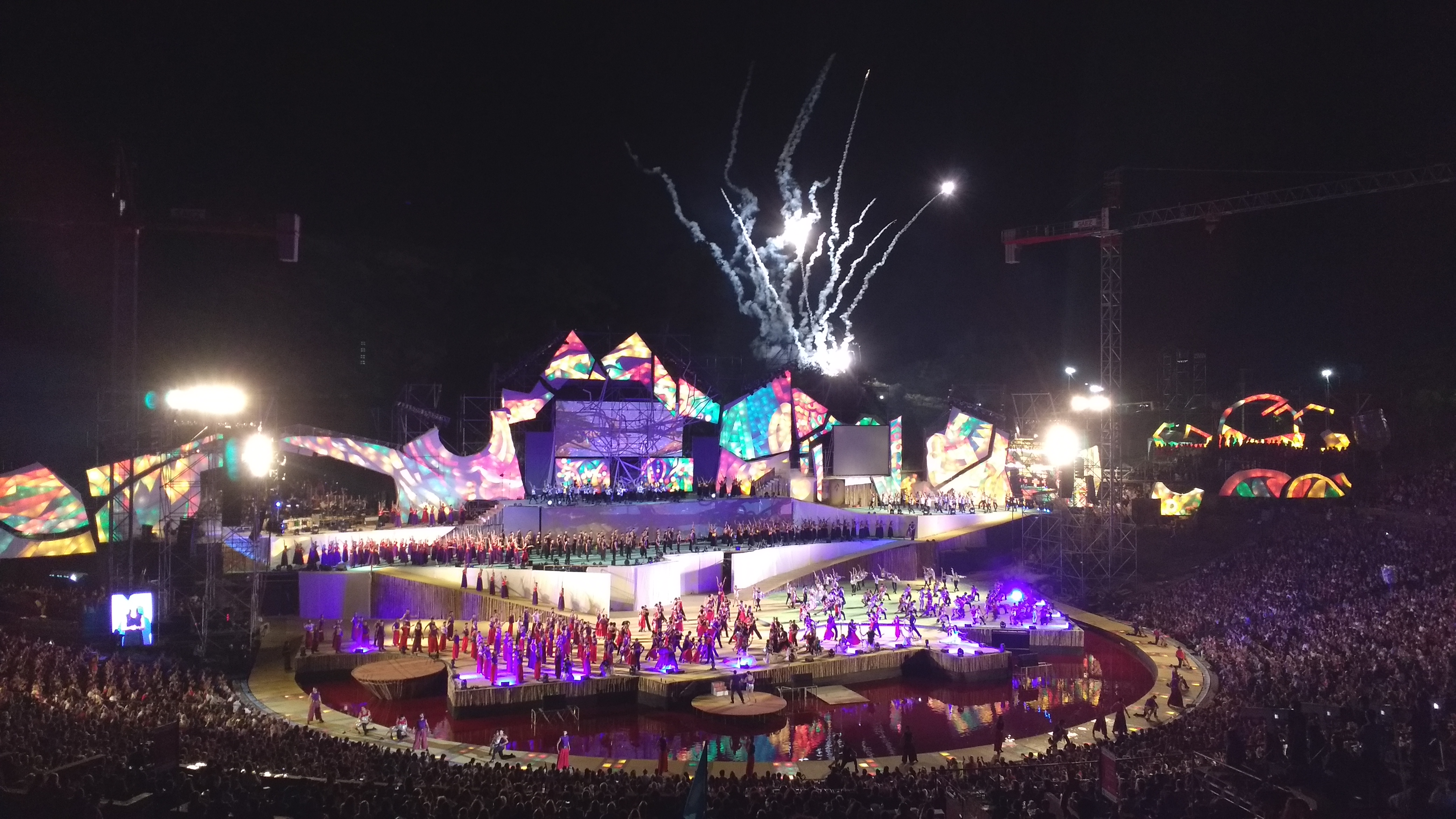
Національний фестиваль збору врожаю винограду 2017
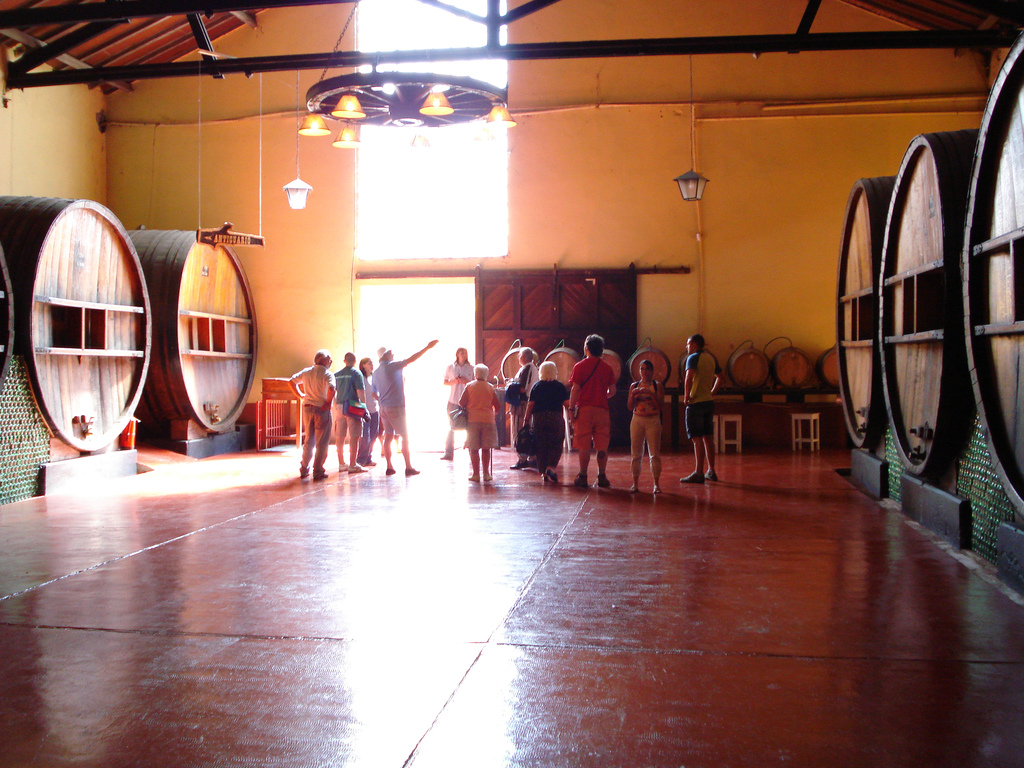
Екскурсія на винарні